# Черемисское (Свердловская область)
Череми́сское (Череми́ска) — село в Режевском городском округе Свердловской области России.

## География
Расположено в 92 км к северу от Екатеринбурга, в 47 км к востоку от Невьянска и в 35 км к западу от города Режа. В селе протекает мелководная река Черемиска.

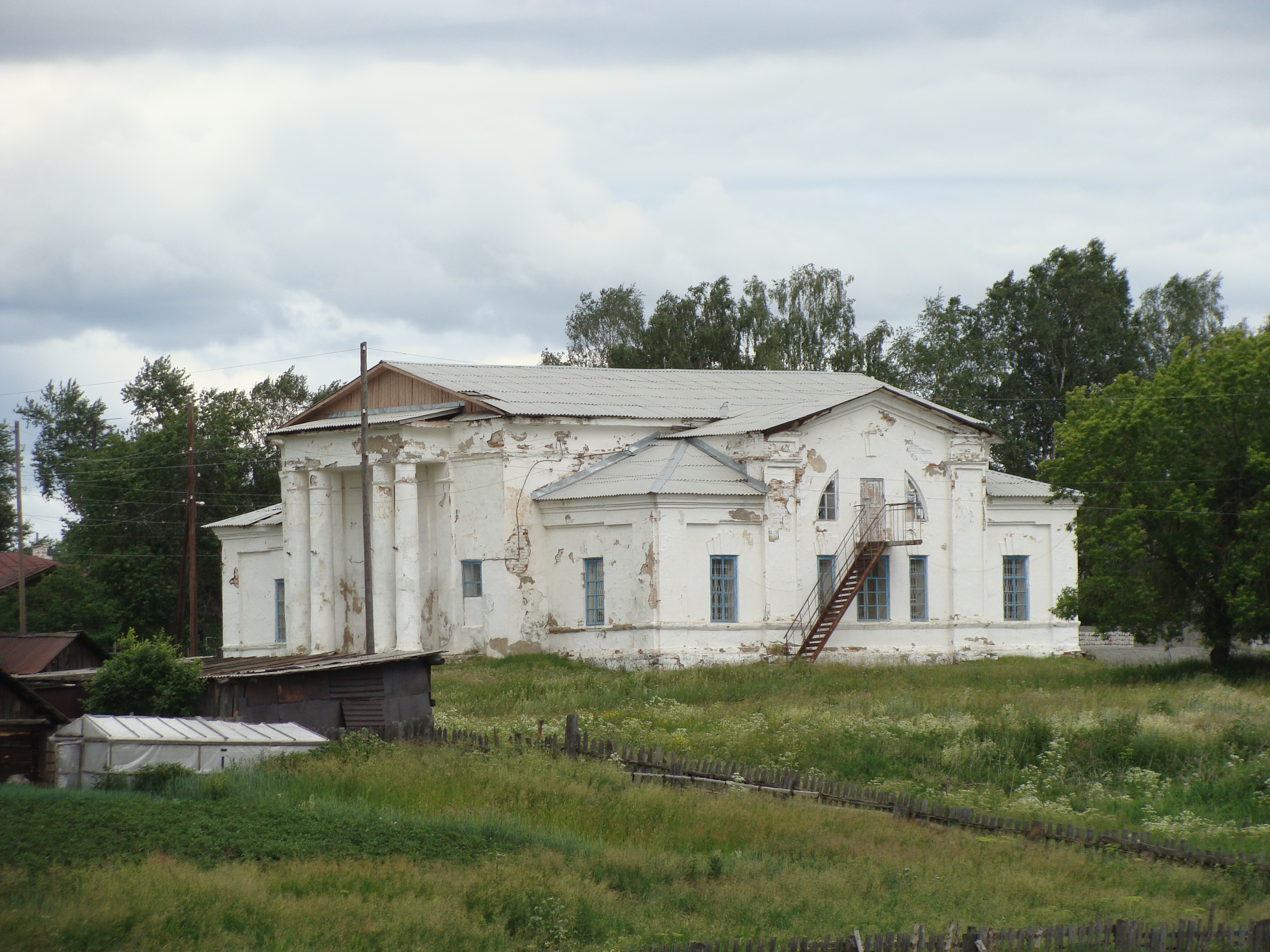
Бывший Богоявленский храм села Черемисского

## Население
| 2002 | 2010  | 2021  |
| ---- | ----- | ----- |
| 1730 | ↘1498 | ↘1388 |

## История
Название селу дали проживавшие на его территории в 1670-х годах марийцы, ранее именовавшиеся черемисами. В то время жители соседней Аятской слободы жаловались, что их «воровская черемиса» обижает, грабит. Данные краеведческих исследований, в частности Ю. В. Коновалова, говорят о том, что пребывание марийцев в этом месте было достаточно кратковременным, год-полтора, отразившись лишь на местной топонимике. Документ 1677 года, приведённый в книге В. А. Любимова, свидетельствует о том, что брошенные избы марийцев были переданы русским крестьянам. Ко второй половине 1670-х годов в Черемиске насчитывалось 16 дворов. В деревне Черемисской из 16 крестьянских семей восемь выходцы из Осинского уезда Пермской губернии, три семьи из казанского пригородка Кукарки, по одной из Соликамского, Тотемского, Важского уезда, из-под Великого Устюга и из Сольвычегодского уезда. Перепись 1717 года насчитывала в Черемиске 39 дворов. В 1781 году Черемисская слобода выделилась из Аятской, кроме самой слободы, ставшей селом, туда вошли деревни Грязнова-Узянова, Маркова, Шайтанка, Колташева и Мостовая. К 1800 г. в Черемисской слободе появились деревни Галанина, Медвежка, Воронина и Белоусова.
В середине XIX века село Черемисское было населено государственными крестьянами, чьим основным занятием были хлебопашество, скотоводство, ограничивающееся домашними надобностями, переторжка хлебом, жжение угля в свободное от сельских работ время для поставки на заводы и работа на частных золотых промыслах. В 1841 году, на месте простоявшей около 150 лет и сгоревшей от грозы деревянной церкви, был заложен каменный трехпрестольный храм в честь Богоявления Господня, освященный в 1851 году. Храм был закрыт в 1930-е годы, здание перестроено и под нужды клуба, который располагается здесь и по сей день. В первозданном виде остался лишь притвор, другие помещения претерпели значительную перепланировку.

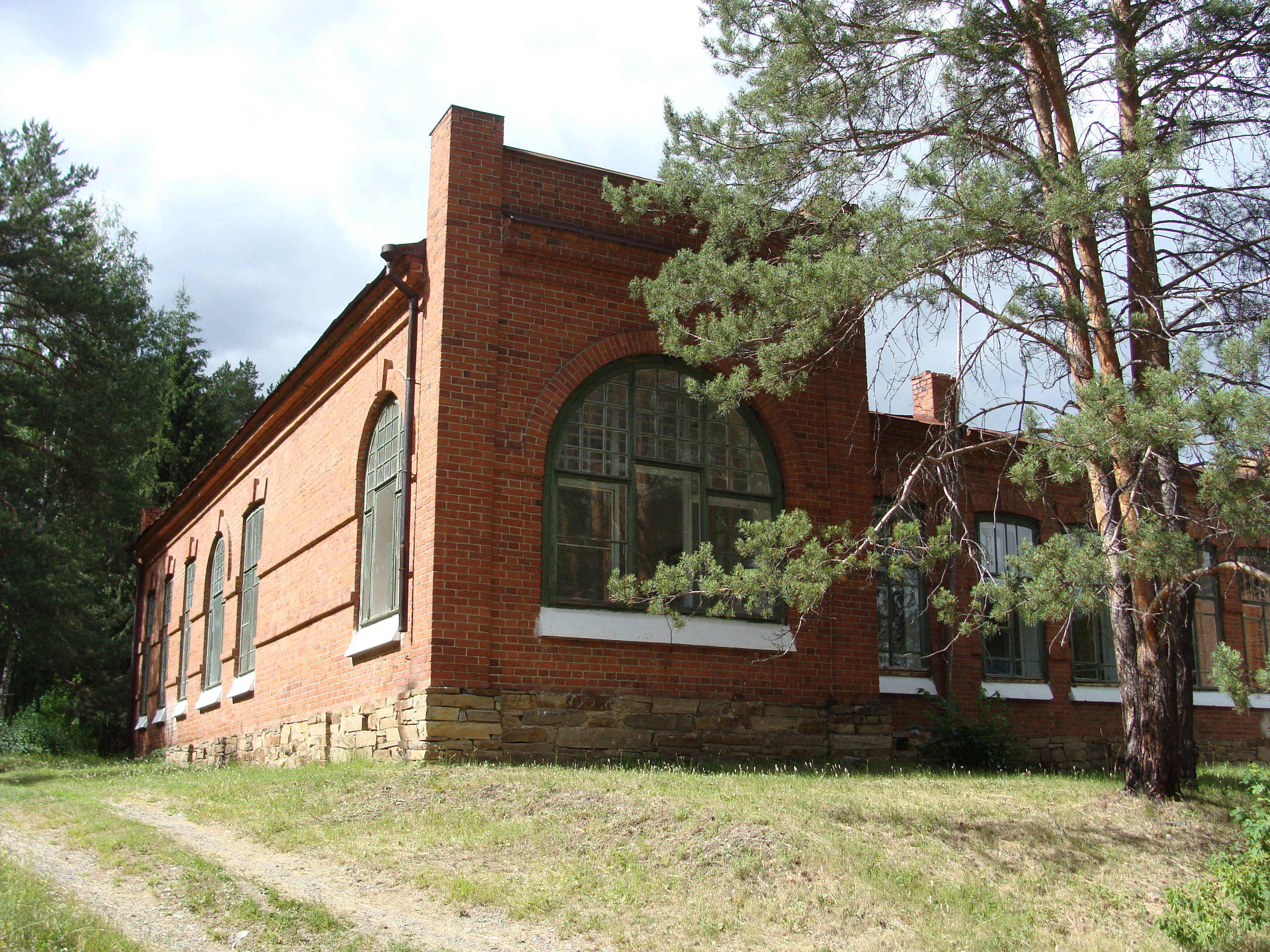
Лесная больница

К началу XX века население Черемисского в 1912 году составляло 2221 человек, из которых большинство было занято земледелием, число грамотных насчитывало 638 человек. В 1910 году насчитывалось 17 торговых лавок, одна из которых винная, и две хлебопекарни. В 1912 году открыто почтовое отделение. В 1913 году на средства земства построена Лесная больница с полным штатом медицинского персонала, работающая и поныне. В селе также было два училища: церковно-приходское и земское, а кроме того сельскохозяйственная ремесленная школа.

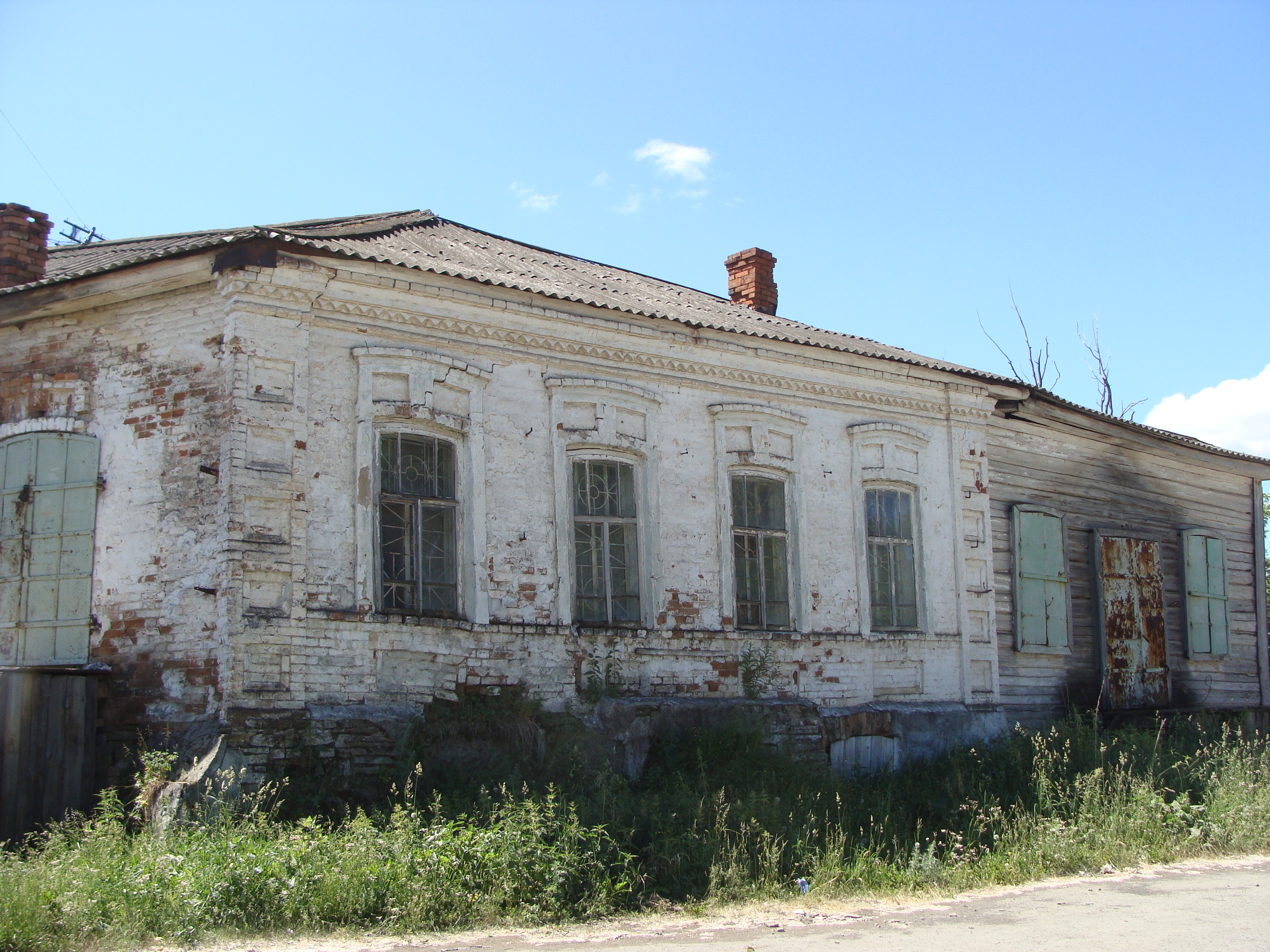
Старинная лавка в центре Черемисского

В советские годы село Черемисское с деревнями полностью вошло в состав Режевского района, был организован совхоз имени Ворошилова. В 80-е годы XX века в совхозе работало около 700 человек. На более чем 9 тысячах гектаров пахотных земель выращивали пшеницу, озимую рожь, ячмень, овёс, горох, картофель, кукурузу, корнеплоды. Животноводческая ферма насчитывала более 2000 голов крупного рогатого скота. В те годы село значительно расширилось, были построены новые улицы: Ленина, Матроса Кукарцева, переулки Чеснокова и Животноводов. Многие дома были обеспечены водопроводом, канализацией, отоплением и горячей водой. В селе были открыты аптека, поликлиника, банно-прачечный комбинат, построено здание универмага.
Отдельного упоминания заслуживает Черемисский историко-литературный музей, возникший в 1960 году как школьный. В музее собрано множество экспонатов: книги, письма, фото, альбомы писателей XX века, проводятся экскурсии по истории села, действуют фольклорные коллективы. В 1976 году музей получил звание народного.
После распада Советского Союза на базе пришедшего в упадок совхоза был создан СПК «Черемисский». С 2006 года село Черемисское входит в состав Режевского городского округа. На основании решения Режевской думы от 17.02.2012 года село Черемисское, деревня Воронино, деревня Колташи, село Октябрьское были подчинены территориальному управлению по селу Черемисскому администрации Режевского городского округа.
Несмотря на значительные экономические трудности, в селе удалось сохранить большую часть объектов жилищно-коммунального хозяйства и социальной инфраструктуры: есть общая врачебная практика, молочная кухня, дом культуры, школа, детский сад, спортивный комплекс. Продолжают работу библиотека и историко-литературный музей. На сегодняшний день значительная доля населения занята в социальной сфере и ЖКХ, сельское хозяйство пришло в упадок: резко сократилось поголовье скота и площадь обрабатываемых земель, фермерством занята лишь незначительная часть населения, почти у каждой семьи имеется личное подсобное хозяйство. Многие жители ездят на заработки в областной центр или работают вахтовым методом в других регионах.